# Jules Mersch
Jules Mersch (Ciutat de Luxemburg, 29 de març de 1898 – 1 de maig de 1973) va ser un editor i escriptor luxemburguès. Va ser el Director General de l'editorial Victor Buck des d'on va editar la Biographie Nacional du pays de Luxembourg. Aquesta obra el va fer treballar fent articles sobre les principals famílies polítiques dels primers anys el Gran Ducat incloent les famílies Metz i Brasseur.